# Carl Deilmann Bergbau und Tiefbau
Koordinaten: 51° 33′ 20,5″ N, 7° 35′ 11,4″ O

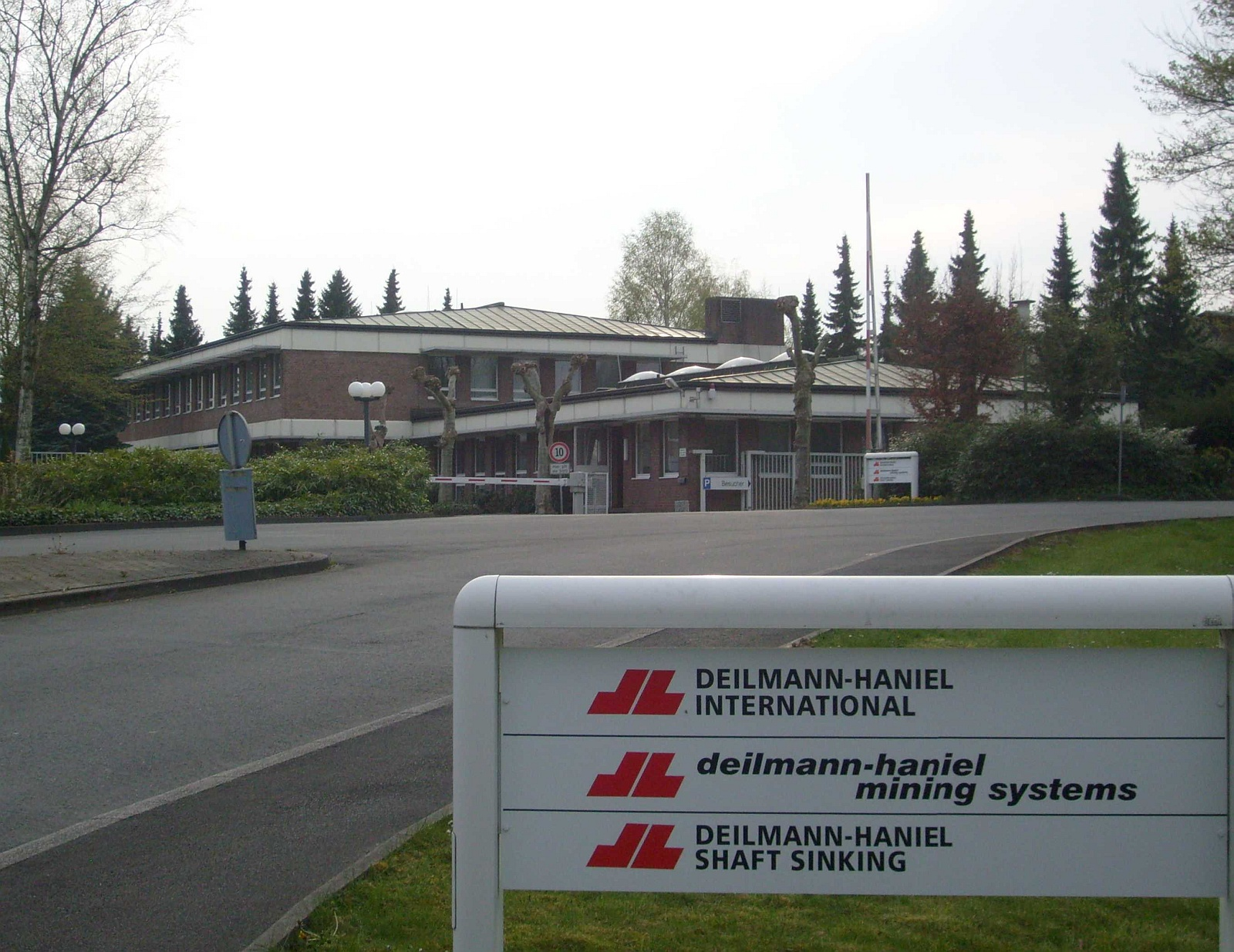
Werkseinfahrt am alten Standort Kurl 2008

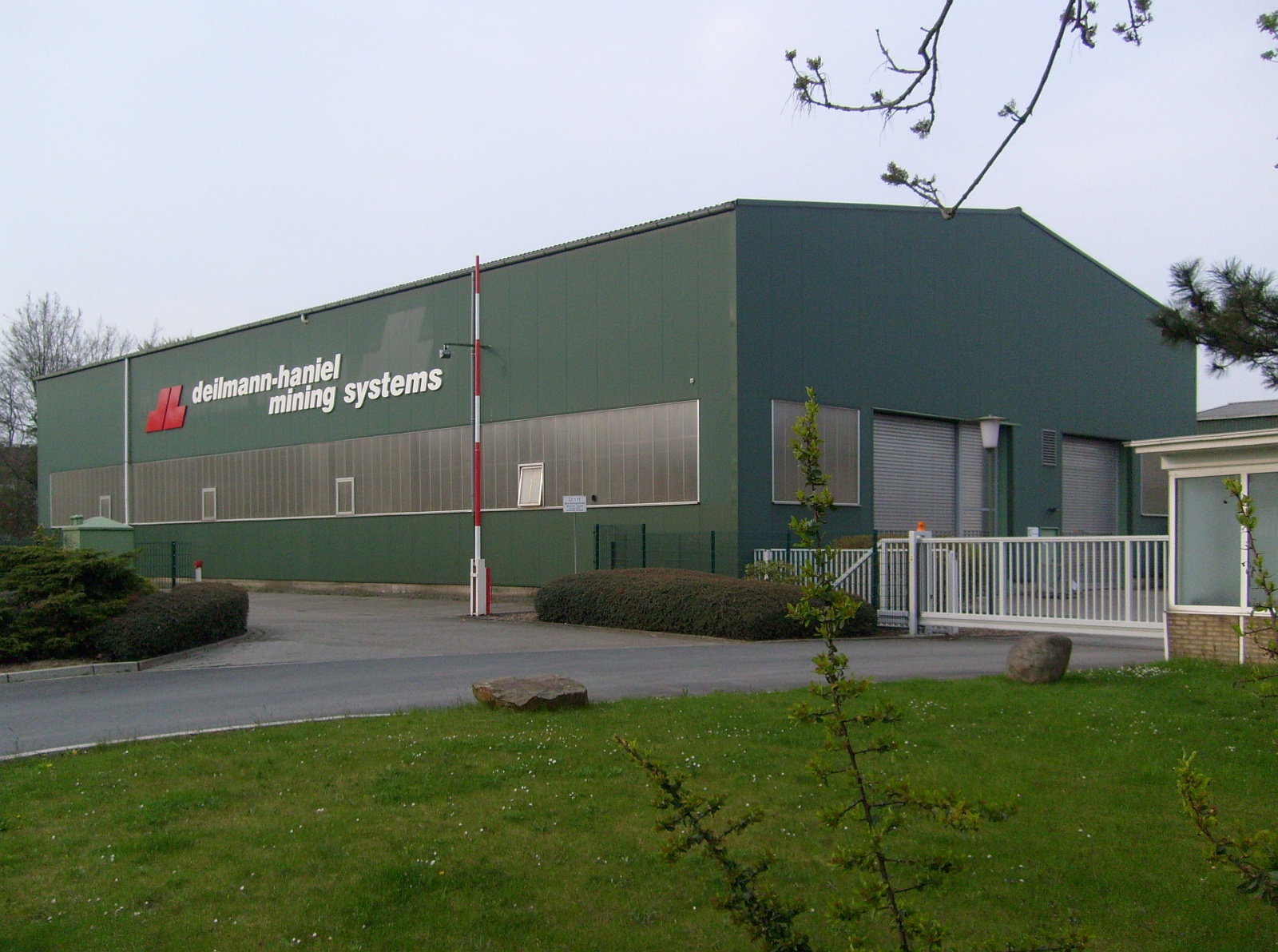
Deilmann-Haniel in Dortmund-Kurl

Die Carl Deilmann Bergbau- und Tiefbau-GmbH aus Dortmund ist ein ehemaliges Bau- und Bergbauunternehmen. 

## Geschichte
Das Unternehmen wurde 1888 von Carl Deilmann (1866–1936) in Dortmund gegründet. Zunächst in der Märkischen Straße in der Innenstadt angesiedelt, erwarb das Unternehmen 1906 in Kurl (1928 nach Dortmund eingemeindet) ein ausgedehntes Grundstück, um sich weiter ausdehnen zu können. Das Unternehmen führte Schachtbau- und Gesteinsarbeiten zur Erschließung von Bodenschätzen durch und war international im Einsatz.
Bei Bohrungen im Bentheimer Wald wurden 1938 ergiebige Erdgas-Lagerstätten entdeckt – die ersten nutzbaren in Westeuropa. Die Hauptverwaltung wurde daraufhin 1946 von Carl Deilmann, der das Unternehmen seit 1936 leitete, nach Bentheim verlegt.
Am 31. März 1968 gründeten die C. Deilmann GmbH mit ihrer Tochterfirma Wix & Liesenhoff in Dortmund und der Gutehoffnungshütte Aktienverein in Oberhausen mit seiner Tochterfirma Haniel & Lueg GmbH in Düsseldorf das Unternehmen Deilmann-Haniel. Die Anteile der C. Deilmann AG wurden 1991 an die Preussag (heute TUI) verkauft. Da der Name Deilmann einen guten Ruf hatte, wurde er beibehalten und die Deilmann Erdöl-Erdgas (DEE, seither GDF Suez E&P Deutschland) gegründet. Die Bohraktivitäten der C. Deilmann AG und der ebenfalls von der Preussag erworbenen Deutschen Schachtbau- und Tiefbohrgesellschaft (DST) wurden in der schottischen KCA DEUTAG in Bad Bentheim zusammengefasst.
1999 fusionierte Deilmann-Haniel mit der E. Heitkamp GmbH in Herne zur Heitkamp-Deilmann-Haniel GmbH (heute insolvente Heitkamp Bauholding). Die Bergbauaktivitäten beider Unternehmen wurden fortan von der Deilmann-Haniel GmbH übernommen, die Bauaktivitäten von der E. Heitkamp GmbH.
2007 reichte die Deilmann-Haniel GmbH Insolvenz infolge drastischen Auftragsrückgangs durch den Hauptauftraggeber, der Deutschen Steinkohle (DSK), ein. Aus dem insolventen Unternehmen wurden die Auslandsbergbauaktivitäen zur neugegründeten Deilmann-Haniel International Mining and Tunneling GmbH (DHI) mit 51 % Anteilen an die Aton GmbH, Fulda verkauft. Die restlichen 49 % verblieben zunächst bei der Heitkamp-Deilmann-Haniel GmbH. Mittlerweile hält die Aton GmbH 100 % an dem Unternehmen. Sitz der Gesellschaft ist Dortmund. Zur DHI-Gruppe gehört unter anderem die auf Schachtabteufungen und andere Untertagearbeiten spezialisiert und weltweit tätige Deilmann-Haniel.
Mitte der 1990er Jahre wurde die Abteilung Maschinen- und Stahlbau aus der Deilmann-Haniel GmbH als selbstständige GmbH ausgegliedert. 2009 erfolgte die Umfirmierung in dh mining systems GmbH (dhms). Die dhms ist ein Spezialmaschinenhersteller, der sich auf die Aus- und Vorrichtung von untertägigen Steinkohlenbergwerken spezialisiert hat. Zum Ende des Jahres 2017 schließt dhms aufgrund von fortlaufendem Auftragsrückgang.
Ferner gehören die J.S. Redpath Holdings Inc., North Bay, ON, Kanada und die Frontier-Kemper Constructors, Inc., Evansville, IN, USA zur Deilmann-Haniel International.